# VolleyLigaen (2021/2022)
VolleyLigaen 2021/2022 – 60. sezon rozgrywek o mistrzostwo Danii w piłce siatkowej zorganizowany przez stowarzyszenie Volleyball Danmark. Zainaugurowany został 26 września 2021 roku i trwał do 18 kwietnia 2022 roku.
W VolleyLigaen uczestniczyło 10 drużyn. Po zakończeniu sezonu 2020/2021 ze względu na problemy kadrowe klub Aalborg Volley wycofał się z najwyższej klasy rozgrywkowej. Do rozgrywek dołączyły natomiast dwa kluby z 1. division: Ikast KFUM i DHV Odense.
Rozgrywki składały się z fazy zasadniczej, fazy play-off oraz meczów o miejsca 5-7 i 8-10. W fazie zasadniczej drużyny rozegrały między sobą po dwa spotkania systemem kołowym. W fazie play-off uczestniczyło 8 najlepszych drużyn fazy zasadniczej. Faza play-off składała się z ćwierćfinałów, półfinałów, meczów o 3. miejsce oraz finałów.
Po raz piąty mistrzem Danii został Middelfart VK, który w finale fazy play-off pokonał Gentofte Volley. Trzecie miejsce zajął klub ASV Elite. MVP rozgrywek wybrany został Amerykanin Ryan Mather.
W sezonie 2021/2022 w Pucharze Challenge Danię reprezentowały kluby Gentofte Volley i Middelfart VK.

## System rozgrywek
Mistrzostwa Danii w sezonie 2021/2022 składały się z fazy zasadniczej, fazy play-off oraz rywalizacji o miejsca 5-7 i 8-10.

### Faza zasadnicza
W fazie zasadniczej uczestniczyło 10 drużyn. Rozegrały one ze sobą po dwa spotkania systemem kołowym (każdy z każdym – mecz u siebie i rewanż na wyjeździe). Osiem najlepszych drużyn awansowało do fazy play-off, natomiast te z miejsc 9-10 trafiły do grupy, w której grały o miejsca 8-10.

### Faza play-off
Ćwierćfinały

W ćwierćfinałach fazy play-off uczestniczyło osiem najlepszych zespołów fazy zasadniczej. Pary ćwierćfinałowe utworzone zostały według klucza: 1-8; 2-7; 3-6; 4-5. Rywalizacja toczyła się do dwóch zwycięstw ze zmianą gospodarza po każdym meczu. Gospodarzem pierwszego spotkania był zespół, który w fazie zasadniczej zajął wyższe miejsce w tabeli.
Zwycięzcy w parach awansowali do półfinałów. Trzy najwyżej sklasyfikowane drużyny w fazie zasadniczej, które odpadły w ćwierćfinałach, rywalizowały o miejsca 5-7, natomiast zespół, który w fazie zasadniczej zajął najniższe miejsce spośród tych, które przegrały w ćwierćfinałowych parach, dołączył do drużyn z miejsc 9-10 fazy zasadniczej i grał o miejsca 8-10.
Półfinały

W półfinałach fazy play-off uczestniczyły drużyny, które wygrały w parach ćwierćfinałowych. Pary półfinałowe powstały na podstawie miejsc z fazy zasadniczej, tj. pierwszą parę utworzyły drużyna, która w fazie zasadniczej zajęła najwyższe miejsce spośród drużyn uczestniczących w półfinałach oraz ta, która zajęła najniższe miejsce, drugą parę – dwa pozostałe zespoły. Rywalizacja toczyła się do trzech zwycięstw ze zmianą gospodarza po każdym meczu. Gospodarzem pierwszego spotkania był zespół, który w fazie zasadniczej zajął wyższe miejsce w tabeli.
Zwycięzcy w poszczególnych parach awansowali do finału, natomiast przegrani rywalizowali o 3. miejsce.
Mecze o 3. miejsce

O 3. miejsce grali przegrani w parach półfinałowych. Rywalizacja toczyła się do dwóch zwycięstw ze zmianą gospodarza po każdym meczu. Gospodarzem pierwszego spotkania był zespół, który w fazie zasadniczej zajął wyższe miejsce w tabeli. 
Finały

O tytuł mistrzowski grali zwycięzcy w parach półfinałowych. Rywalizacja toczyła się do trzech zwycięstw ze zmianą gospodarza po każdym meczu. Gospodarzem pierwszego spotkania był zespół, który w fazie zasadniczej zajął wyższe miejsce w tabeli.

### Mecze o miejsca 5-7
O miejsca 5-7 rywalizowały trzy najwyżej sklasyfikowane drużyny w fazie zasadniczej, które odpadły w ćwierćfinałach fazy play-off. Rozegrały one między sobą po dwa spotkania systemem kołowym (każdy z każdym – mecz u siebie i rewanż na wyjeździe). Pozycja w tabeli po rozegraniu wszystkich meczów decydowała o ostatecznym miejscu w klasyfikacji końcowej, tj. ta drużyna, która zajęła 1. miejsce w tabeli zakończyła sezon na 5. miejscu itd.

### Mecze o miejsca 8-10
O miejsca 8-10 rywalizowały drużyny, które w fazie zasadniczej zajęły miejsca 9-10 oraz najniżej sklasyfikowany zespół w fazie zasadniczej spośród tych, które odpadły w ćwierćfinałach fazy play-off. Rozegrały one między sobą po dwa spotkania systemem kołowym (każdy z każdym – mecz u siebie i rewanż na wyjeździe). Pozycja w tabeli po rozegraniu wszystkich meczów decydowała o ostatecznym miejscu w klasyfikacji końcowej, tj. ta drużyna, która zajęła 1. miejsce w tabeli zakończyła sezon na 8. miejscu itd.

## Drużyny uczestniczące
| | VolleyLigaen 2021/2022 |   |    |
| --- | ---------------------- | - | -- |
| GEN | Gentofte Volley        | 1 | Ch |
| MAR | Marienlyst-Fortuna     | 2 |    |
| MID | Middelfart VK          | 3 | Ch |
| HVD | Hvidovre VK            | 4 |    |
| VES | VK Vestsjælland        | 5 |    |
| ASV | ASV Elite              | 6 |    |
| NUIF | Nordenskov UIF         | 8 |    |
| AMG | Amager VK              | 9 |    |
| | Awans z 1. division    |   |    |
| IKS | Ikast KFUM             | — |    |
| DHV | DHV Odense             | — |    |
| Oznaczenia: - kolumna pierwsza – skróty nazw drużyn wpisane na mapie (jeśli ta została zamieszczona), - kolumna trzecia – miejsce zajęte przez daną drużynę w poprzednim sezonie. |                        |   |    |

Uwagi:
- Aalborg Volley ze względu na problemy kadrowe wycofał się z rozgrywek po zakończeniu sezonu 2020/2021[5].
- Ze względu na pandemię COVID-19 rozgrywki 1. division w sezonie 2020/2021 zostały przerwane i niedokończone[6]. Licencję na grę w VolleyLigaen otrzymały kluby Ikast KFUM i DHV Odense[7].

## Hale sportowe
| Klub               | Hala sportowa                    | Miejscowość | Liczba miejsc siedzących |
| ------------------ | -------------------------------- | ----------- | ------------------------ |
| Amager VK          | Sundby Idrætspark – Hal 2        | Kopenhaga   |                          |
| ASV Elite          | Ceres Park & Arena – Hal 2       | Aarhus      | 352                      |
| DHV Odense         | Dalumhallen                      | Odense      |                          |
| Gentofte Volley    | Kildeskovshallen – Hal 1         | Gentofte    | 484                      |
| Hvidovre VK        | Frihedens Idrætscenter – Boldhal | Hvidovre    | 300                      |
| Ikast KFUM         | Hyldgårdsskolens – Hal B         | Ikast       |                          |
| Ikast KFUM         | IBF Arena – Hal A                | Ikast       | 2500                     |
| Marienlyst-Fortuna | Marienlystcentret – Hal 1        | Odense      |                          |
| Marienlyst-Fortuna | Klostermarkshallen               | Odense      |                          |
| Middelfart VK      | Lillebæltshallen A               | Middelfart  | 470                      |
| Nordenskov UIF     | Helle Hallen                     | Årre        | 400                      |
| VK Vestsjælland    | Korsør Hallen                    | Korsør      | 150                      |

## Faza zasadnicza

### Tabela wyników
| Gospodarz \ Gość1  | GEN | MAR | MID | HVD | VES | ASV | NUIF | AMG | IKS | DHV |
| ------------------ | --- | --- | --- | --- | --- | --- | ---- | --- | --- | --- |
| Gentofte Volley    | -   | 3:0 | 2:3 | 3:0 | 3:0 | 2:3 | 3:0  | 3:1 | 3:0 | 3:0 |
| Marienlyst-Fortuna | 0:3 | -   | 1:3 | 3:0 | 0:3 | 0:3 | 3:0  | 3:0 | 1:3 | 3:0 |
| Middelfart VK      | 1:3 | 3:0 | -   | 3:0 | 3:0 | 3:0 | 3:1  | 3:0 | 3:0 | 3:0 |
| Hvidovre VK        | 0:3 | 0:3 | 0:3 | -   | 1:3 | 0:3 | 0:3  | 0:3 | 3:1 | 1:3 |
| VK Vestsjælland    | 1:3 | 1:3 | 1:3 | 3:0 | -   | 3:0 | 2:3  | 3:1 | 1:3 | 1:3 |
| ASV Elite          | 0:3 | 3:1 | 2:3 | 3:0 | 1:3 | -   | 3:0  | 3:1 | 1:3 | 3:1 |
| Nordenskov UIF     | 0:3 | 0:3 | 0:3 | 3:0 | 2:3 | 1:3 | -    | 3:0 | 1:3 | 3:0 |
| Amager VK          | 0:3 | 0:3 | 0:3 | 3:0 | 0:3 | 0:3 | 1:3  | -   | 1:3 | 1:3 |
| Ikast KFUM         | 0:3 | 0:3 | 2:3 | 3:1 | 0:3 | 3:2 | 3:2  | 3:0 | -   | 2:3 |
| DHV Odense         | 0:3 | 1:3 | 0:3 | 3:0 | 3:2 | 0:3 | 0:3  | 3:0 | 1:3 | -   |

Źródło: Volleyball Danmark (duń.)
1 Drużyna gospodarzy jest wymieniona po lewej stronie tabeli.
Kolory:
  zwycięstwo gospodarzy 3:0 lub 3:1
  zwycięstwo gospodarzy 3:2
  zwycięstwo gości 3:0 lub 3:1
  zwycięstwo gości 3:2

### Tabela
| Lp. | Drużyna            | Mecze | Mecze | Mecze | Pkt | Rodzaj wyniku | Rodzaj wyniku | Rodzaj wyniku | Rodzaj wyniku | Rodzaj wyniku | Rodzaj wyniku | Sety | Sety | Sety | Małe punkty | Małe punkty | Małe punkty |
| Lp. | Drużyna            | M     | W     | P     | Pkt | 3:0           | 3:1           | 3:2           | 2:3           | 1:3           | 0:3           | wyg. | prz. | +/–  | zdob.       | str.        | +/–         |
| --- | ------------------ | ----- | ----- | ----- | --- | ------------- | ------------- | ------------- | ------------- | ------------- | ------------- | ---- | ---- | ---- | ----------- | ----------- | ----------- |
| 1   | Middelfart VK      | 18    | 17    | 1     | 48  | 11            | 3             | 3             | 0             | 1             | 0             | 52   | 12   | +40  | 1529        | 1253        | +276        |
| 2   | Gentofte Volley    | 18    | 16    | 2     | 50  | 13            | 3             | 0             | 2             | 0             | 0             | 52   | 9    | +43  | 1455        | 1138        | +317        |
| 3   | ASV Elite          | 18    | 11    | 7     | 34  | 6             | 4             | 1             | 2             | 2             | 3             | 39   | 27   | +12  | 1514        | 1419        | +95         |
| 4   | Marienlyst-Fortuna | 18    | 10    | 8     | 30  | 8             | 2             | 0             | 0             | 3             | 5             | 33   | 26   | +7   | 1334        | 1309        | +25         |
| 5   | Ikast KFUM         | 18    | 10    | 8     | 30  | 1             | 7             | 2             | 2             | 1             | 5             | 35   | 35   | 0    | 1528        | 1566        | −38         |
| 6   | VK Vestsjælland    | 18    | 9     | 9     | 28  | 5             | 3             | 1             | 2             | 5             | 2             | 36   | 32   | +4   | 1551        | 1530        | +21         |
| 7   | Nordenskov UIF     | 18    | 7     | 11    | 22  | 5             | 1             | 1             | 2             | 3             | 6             | 28   | 36   | −8   | 1387        | 1429        | −42         |
| 8   | DHV Odense         | 18    | 7     | 11    | 19  | 2             | 3             | 2             | 0             | 3             | 8             | 24   | 40   | −16  | 1371        | 1489        | −118        |
| 9   | Amager VK          | 18    | 2     | 16    | 6   | 2             | 0             | 0             | 0             | 6             | 10            | 12   | 48   | −36  | 1204        | 1451        | −247        |
| 10  | Hvidovre VK        | 18    | 1     | 17    | 3   | 0             | 1             | 0             | 0             | 3             | 14            | 6    | 52   | −46  | 1150        | 1439        | −289        |

Źródło: Volleyball Danmark – Data Project (duń.)
Punktacja: 3:0 i 3:1 – 3 pkt; 3:2 – 2 pkt; 2:3 – 1 pkt; 1:3 i 0:3 – 0 pkt
Zasady ustalania kolejności: 1. liczba wygranych meczów; 2. liczba zdobytych punktów; 3. lepszy bilans setów; 4. lepszy bilans małych punktów; 5. bilans w bezpośrednich spotkaniach
     faza play-off
     mecze o miejsca 8-10

## Faza play-off

### Drabinka
|  |              |                    |              |                    |              |   |   |                    |                    |                    |           |           |           |           |                    |                    |                    |                    |                    |                    |                    |        |        |
|  | Ćwierćfinały | Ćwierćfinały       | Ćwierćfinały | Ćwierćfinały       | Ćwierćfinały |   |   | Półfinały          | Półfinały          | Półfinały          | Półfinały | Półfinały | Półfinały | Półfinały |                    |                    | Finały             | Finały             | Finały             | Finały             | Finały             | Finały | Finały |
|  | Ćwierćfinały | Ćwierćfinały       | Ćwierćfinały | Ćwierćfinały       | Ćwierćfinały |   |   | Półfinały          | Półfinały          | Półfinały          | Półfinały | Półfinały | Półfinały | Półfinały |                    |                    | Finały             | Finały             | Finały             | Finały             | Finały             | Finały | Finały |
|  |              |                    |              |                    |              |   |   |                    |                    |                    |           |           |           |           |                    |                    |                    |                    |                    |                    |                    |        |        |
|  |              |                    |              |                    |              |   |   |                    |                    |                    |           |           |           |           |                    |                    |                    |                    |                    |                    |                    |        |        |
|  | 1            | Middelfart VK      | 3            | 3                  |              |   |   |                    |                    |                    |           |           |           |           |                    |                    |                    |                    |                    |                    |                    |        |        |
|  | 1            | Middelfart VK      | 3            | 3                  |              |   |   |                    |                    |                    |           |           |           |           |                    |                    |                    |                    |                    |                    |                    |        |        |
|  | 8            | DHV Odense         | 1            | 1                  |              |   |   |                    |                    |                    |           |           |           |           |                    |                    |                    |                    |                    |                    |                    |        |        |
|  | 8            | DHV Odense         | 1            | 1                  |              |   | 1 | Middelfart VK      | 3                  | 3                  | 3         |           |           |           |                    |                    |                    |                    |                    |                    |                    |        |        |
|  |              |                    |              |                    |              |   | 1 | Middelfart VK      | 3                  | 3                  | 3         |           |           |           |                    |                    |                    |                    |                    |                    |                    |        |        |
|  |              |                    | 4            | Marienlyst-Fortuna | 2            | 2 | 2 |                    |                    |                    |           |           |           |           |                    |                    |                    |                    |                    |                    |                    |        |        |
|  | 4            | Marienlyst-Fortuna | 4            | Marienlyst-Fortuna | 2            | 2 | 2 | 3                  | 0                  | 3                  |           |           |           |           |                    |                    |                    |                    |                    |                    |                    |        |        |
|  | 4            | Marienlyst-Fortuna |              |                    |              |   |   |                    |                    |                    |           |           |           |           |                    |                    |                    |                    |                    |                    |                    |        |        |
|  | 5            | Ikast KFUM         | 0            | 3                  | 2            |   |   |                    |                    |                    |           |           |           |           |                    |                    |                    |                    |                    |                    |                    |        |        |
|  | 5            | Ikast KFUM         | 0            | 3                  | 2            |   |   | 1                  | Middelfart VK      | 3                  | 3         | 3         |           |           |                    |                    |                    |                    |                    |                    |                    |        |        |
|  |              |                    |              |                    |              |   |   |                    |                    |                    |           |           |           |           |                    |                    |                    |                    |                    |                    |                    |        |        |
|  |              |                    | 2            | Gentofte Volley    | 2            | 0 | 2 |                    |                    |                    |           |           |           |           |                    |                    |                    |                    |                    |                    |                    |        |        |
|  | 3            | ASV Elite          | 2            | Gentofte Volley    | 2            | 0 | 2 | 1                  | 3                  | 3                  |           |           |           |           |                    |                    |                    |                    |                    |                    |                    |        |        |
|  | 3            | ASV Elite          |              |                    |              |   |   |                    |                    |                    |           |           |           |           |                    |                    |                    |                    |                    |                    |                    |        |        |
|  | 6            | VK Vestsjælland    | 3            | 0                  | 1            |   |   |                    |                    |                    |           |           |           |           |                    |                    |                    |                    |                    |                    |                    |        |        |
|  | 6            | VK Vestsjælland    | 3            | 0                  | 1            |   |   | 2                  | Gentofte Volley    | 3                  | 3         | 2         | 3         |           | Mecze o 3. miejsce | Mecze o 3. miejsce | Mecze o 3. miejsce | Mecze o 3. miejsce | Mecze o 3. miejsce | Mecze o 3. miejsce | Mecze o 3. miejsce |        |        |
|  |              |                    |              |                    |              |   |   | 2                  | Gentofte Volley    | 3                  | 3         | 2         | 3         |           | Mecze o 3. miejsce | Mecze o 3. miejsce | Mecze o 3. miejsce | Mecze o 3. miejsce | Mecze o 3. miejsce | Mecze o 3. miejsce | Mecze o 3. miejsce |        |        |
|  |              |                    | 3            | ASV Elite          | 0            | 2 | 3 | 0                  |                    |                    |           |           |           |           |                    |                    |                    |                    |                    |                    |                    |        |        |
|  | 2            | Gentofte Volley    | 3            | ASV Elite          | 0            | 2 | 3 | 0                  | 3                  | 3                  |           |           |           |           |                    |                    |                    |                    |                    |                    |                    |        |        |
|  | 2            | Gentofte Volley    |              |                    |              |   |   |                    |                    |                    |           | 3         | ASV Elite | ASV Elite | ASV Elite          | 3                  | 3                  |                    |                    |                    |                    |        |        |
|  | 7            | Nordenskov UIF     | 1            | 0                  |              |   |   |                    |                    |                    |           | 3         | ASV Elite | ASV Elite | ASV Elite          | 3                  | 3                  |                    |                    |                    |                    |        |        |
|  | 7            | Nordenskov UIF     | 1            | 0                  |              |   | 4 | Marienlyst-Fortuna | Marienlyst-Fortuna | Marienlyst-Fortuna | 1         | 2         |           |           |                    |                    |                    |                    |                    |                    |                    |        |        |
|  |              |                    |              |                    |              |   | 4 | Marienlyst-Fortuna | Marienlyst-Fortuna | Marienlyst-Fortuna | 1         | 2         |           |           |                    |                    |                    |                    |                    |                    |                    |        |        |

### Ćwierćfinały
(do dwóch zwycięstw)
| Data                   | Godz.                  | Gospodarz              | Rezultat                               | Gość                | Widzów              |
| ---------------------- | ---------------------- | ---------------------- | -------------------------------------- | ------------------- | ------------------- |
| Middelfart VK (1)      | Middelfart VK (1)      | Middelfart VK (1)      | 2 – 0                                  | (8) DHV Odense      | (8) DHV Odense      |
| 05.03.2022             | 19:45                  | DHV Odense             | 1:3 (20:25, 19:25, 27:25, 20:25)       | Middelfart VK       | 75                  |
| 10.03.2022             | 20:00                  | Middelfart VK          | 3:1 (24:26, 25:19, 25:19, 25:19)       | DHV Odense          | 70                  |
| Gentofte Volley (2)    | Gentofte Volley (2)    | Gentofte Volley (2)    | 2 – 0                                  | (7) Nordenskov UIF  | (7) Nordenskov UIF  |
| 05.03.2022             | 15:30                  | Gentofte Volley        | 3:1 (25:21, 25:21, 20:25, 25:21)       | Nordenskov UIF      | 75                  |
| 09.03.2022             | 20:00                  | Nordenskov UIF         | 0:3 (20:25, 17:25, 12:25)              | Gentofte Volley     | 185                 |
| ASV Elite (3)          | ASV Elite (3)          | ASV Elite (3)          | 2 – 1                                  | (6) VK Vestsjælland | (6) VK Vestsjælland |
| 06.03.2022             | 14:00                  | ASV Elite              | 1:3 (23:25, 21:25, 25:20, 14:25)       | VK Vestsjælland     | 112                 |
| 10.03.2022             | 19:30                  | VK Vestsjælland        | 0:3 (12:25, 22:25, 22:25)              | ASV Elite           | 180                 |
| 12.03.2022             | 15:00                  | ASV Elite              | 3:1 (27:25, 25:21, 19:25, 25:21)       | VK Vestsjælland     | 170                 |
| Marienlyst-Fortuna (4) | Marienlyst-Fortuna (4) | Marienlyst-Fortuna (4) | 2 – 1                                  | (5) Ikast KFUM      | (5) Ikast KFUM      |
| 04.03.2022             | 20:00                  | Marienlyst-Fortuna     | 3:0 (25:21, 25:21, 25:20)              | Ikast KFUM          | 98                  |
| 10.03.2022             | 20:00                  | Ikast KFUM             | 3:0 (25:20, 25:22, 25:19)              | Marienlyst-Fortuna  | 101                 |
| 13.03.2022             | 14:00                  | Marienlyst-Fortuna     | 3:2 (20:25, 27:25, 25:14, 23:25, 15:9) | Ikast KFUM          | 118                 |

### Półfinały
(do trzech zwycięstw)
| Data                | Godz.               | Gospodarz           | Rezultat                                | Gość                   | Widzów                 |
| ------------------- | ------------------- | ------------------- | --------------------------------------- | ---------------------- | ---------------------- |
| Middelfart VK (1)   | Middelfart VK (1)   | Middelfart VK (1)   | 3 – 0                                   | (4) Marienlyst-Fortuna | (4) Marienlyst-Fortuna |
| 19.03.2022          | 18:00               | Marienlyst-Fortuna  | 2:3 (25:14, 15:25, 26:24, 19:25, 14:16) | Middelfart VK          | 72                     |
| 22.03.2022          | 20:00               | Middelfart VK       | 3:2 (28:30, 25:13, 24:26, 25:22, 15:12) | Marienlyst-Fortuna     | 180                    |
| 25.03.2022          | 20:00               | Middelfart VK       | 3:2 (19:25, 19:25, 25:23, 25:16, 19:17) | Marienlyst-Fortuna     | 200                    |
| Gentofte Volley (2) | Gentofte Volley (2) | Gentofte Volley (2) | 3 – 1                                   | (3) ASV Elite          | (3) ASV Elite          |
| 19.03.2022          | 15:30               | Gentofte Volley     | 3:0 (25:20, 25:19, 25:15)               | ASV Elite              | 75                     |
| 24.03.2022          | 20:00               | ASV Elite           | 2:3 (25:21, 19:25, 20:25, 25:23, 12:15) | Gentofte Volley        | 172                    |
| 26.03.2022          | 15:30               | Gentofte Volley     | 2:3 (25:16, 18:25, 25:16, 22:25, 13:15) | ASV Elite              | 65                     |
| 29.03.2022          | 20:00               | ASV Elite           | 0:3 (20:25, 14:25, 21:25)               | Gentofte Volley        | 240                    |

### Mecze o 3. miejsce
(do dwóch zwycięstw)
| Data          | Godz.         | Gospodarz          | Rezultat                                | Gość                   | Widzów                 |
| ------------- | ------------- | ------------------ | --------------------------------------- | ---------------------- | ---------------------- |
| ASV Elite (3) | ASV Elite (3) | ASV Elite (3)      | 2 – 0                                   | (4) Marienlyst-Fortuna | (4) Marienlyst-Fortuna |
| 13.04.2022    | 20:30         | ASV Elite          | 3:1 (28:30, 25:18, 25:16, 25:16)        | Marienlyst-Fortuna     | 130                    |
| 15.04.2022    | 15:00         | Marienlyst-Fortuna | 2:3 (25:20, 22:25, 25:20, 24:26, 13:15) | ASV Elite              | 80                     |

### Finały
(do trzech zwycięstw)
| Data              | Godz.             | Gospodarz         | Rezultat                                | Gość                | Widzów              |
| ----------------- | ----------------- | ----------------- | --------------------------------------- | ------------------- | ------------------- |
| Middelfart VK (1) | Middelfart VK (1) | Middelfart VK (1) | 3 – 0                                   | (2) Gentofte Volley | (2) Gentofte Volley |
| 09.04.2022        | 16:30             | Middelfart VK     | 3:2 (24:26, 22:25, 25:20, 25:20, 15:11) | Gentofte Volley     | 200                 |
| 14.04.2022        | 14:00             | Gentofte Volley   | 0:3 (23:25, 22:25, 23:25)               | Middelfart VK       | 75                  |
| 18.04.2022        | 18:00             | Middelfart VK     | 3:2 (25:22, 21:25, 17:25, 25:23, 15:9)  | Gentofte Volley     | 420                 |

## Mecze o miejsca 5-7

### Tabela wyników
| Gospodarz \ Gość1 | IKS | VES | NUIF |
| ----------------- | --- | --- | ---- |
| Ikast KFUM        | -   | 1:3 | 1:3  |
| VK Vestsjælland   | 3:1 | -   | 1:3  |
| Nordenskov UIF    | 3:0 | 1:3 | -    |

Źródło: Volleyball Danmark (duń.)
1 Drużyna gospodarzy jest wymieniona po lewej stronie tabeli.
Kolory:
  zwycięstwo gospodarzy 3:0 lub 3:1
  zwycięstwo gospodarzy 3:2
  zwycięstwo gości 3:0 lub 3:1
  zwycięstwo gości 3:2

### Terminarz i wyniki spotkań
| Data       | Godz. | Gospodarz       | Rezultat                         | Gość            | Widzów |
| ---------- | ----- | --------------- | -------------------------------- | --------------- | ------ |
| 19.03.2022 | 15:00 | Nordenskov UIF  | 3:0 (26:24, 25:20, 25:14)        | Ikast KFUM      | 70     |
| 22.03.2022 | 20:00 | Nordenskov UIF  | 1:3 (23:25, 25:22, 19:25, 19:25) | VK Vestsjælland | 65     |
| 25.03.2022 | 19:30 | VK Vestsjælland | 3:1 (25:23, 25:18, 14:25, 26:24) | Ikast KFUM      | 85     |
| 27.03.2022 | 16:00 | Ikast KFUM      | 1:3 (25:23, 16:25, 23:25, 21:25) | VK Vestsjælland | 101    |
| 31.03.2022 | 20:30 | Ikast KFUM      | 1:3 (23:25, 25:23, 18:25, 16:25) | Nordenskov UIF  | 108    |
| 02.04.2022 | 18:30 | VK Vestsjælland | 1:3 (25:23, 14:25, 18:25, 23:25) | Nordenskov UIF  | 150    |

### Tabela
| Lp. | Drużyna         | Mecze | Mecze | Mecze | Pkt | Rodzaj wyniku | Rodzaj wyniku | Rodzaj wyniku | Rodzaj wyniku | Rodzaj wyniku | Rodzaj wyniku | Sety | Sety | Sety | Małe punkty | Małe punkty | Małe punkty |
| Lp. | Drużyna         | M     | W     | P     | Pkt | 3:0           | 3:1           | 3:2           | 2:3           | 1:3           | 0:3           | wyg. | prz. | +/–  | zdob.       | str.        | +/–         |
| --- | --------------- | ----- | ----- | ----- | --- | ------------- | ------------- | ------------- | ------------- | ------------- | ------------- | ---- | ---- | ---- | ----------- | ----------- | ----------- |
| 1   | Nordenskov UIF  | 4     | 3     | 1     | 9   | 1             | 2             | 0             | 0             | 1             | 0             | 10   | 5    | +5   | 358         | 317         | +41         |
| 2   | VK Vestsjælland | 4     | 3     | 1     | 9   | 0             | 3             | 0             | 0             | 1             | 0             | 10   | 6    | +4   | 365         | 359         | +6          |
| 3   | Ikast KFUM      | 4     | 0     | 4     | 0   | 0             | 0             | 0             | 0             | 3             | 1             | 3    | 12   | −9   | 315         | 362         | −47         |

Źródło: Volleyball Danmark – Data Project (duń.)
Punktacja: 3:0 i 3:1 – 3 pkt; 3:2 – 2 pkt; 2:3 – 1 pkt; 1:3 i 0:3 – 0 pkt
Zasady ustalania kolejności: 1. liczba wygranych meczów; 2. liczba zdobytych punktów; 3. lepszy bilans setów; 4. lepszy bilans małych punktów; 5. bilans w bezpośrednich spotkaniach

## Mecze o miejsca 8-10

### Tabela wyników
| Gospodarz \ Gość1 | DHV | AMG | HVD |
| ----------------- | --- | --- | --- |
| DHV Odense        | -   | 3:2 | 3:2 |
| Amager VK         | 1:3 | -   | 3:2 |
| Hvidovre VK       | 3:0 | 3:1 | -   |

Źródło: Volleyball Danmark (duń.)
1 Drużyna gospodarzy jest wymieniona po lewej stronie tabeli.
Kolory:
  zwycięstwo gospodarzy 3:0 lub 3:1
  zwycięstwo gospodarzy 3:2
  zwycięstwo gości 3:0 lub 3:1
  zwycięstwo gości 3:2

### Terminarz i wyniki spotkań
| Data       | Godz. | Gospodarz   | Rezultat                                | Gość        | Widzów |
| ---------- | ----- | ----------- | --------------------------------------- | ----------- | ------ |
| 12.03.2022 | 15:00 | Hvidovre VK | 3:1 (25:20, 21:25, 25:20, 25:20)        | Amager VK   | 190    |
| 20.03.2022 | 19:00 | DHV Odense  | 3:2 (26:24, 22:25, 25:20, 23:25, 15:12) | Hvidovre VK | 70     |
| 26.03.2022 | 16:30 | Amager VK   | 1:3 (25:27, 25:13, 22:25, 17:25)        | DHV Odense  | 50     |
| 29.03.2022 | 19:30 | Amager VK   | 3:2 (21:25, 21:25, 25:23, 25:22, 15:11) | Hvidovre VK | 50     |
| 02.04.2022 | 15:00 | Hvidovre VK | 3:0 (25:23, 25:19, 31:29)               | DHV Odense  | 150    |
| 03.04.2022 | 15:00 | DHV Odense  | 3:2 (23:25, 25:21, 21:25, 25:16, 15:8)  | Amager VK   | 70     |

### Tabela
| Lp. | Drużyna     | Mecze | Mecze | Mecze | Pkt | Rodzaj wyniku | Rodzaj wyniku | Rodzaj wyniku | Rodzaj wyniku | Rodzaj wyniku | Rodzaj wyniku | Sety | Sety | Sety | Małe punkty | Małe punkty | Małe punkty |
| Lp. | Drużyna     | M     | W     | P     | Pkt | 3:0           | 3:1           | 3:2           | 2:3           | 1:3           | 0:3           | wyg. | prz. | +/–  | zdob.       | str.        | +/–         |
| --- | ----------- | ----- | ----- | ----- | --- | ------------- | ------------- | ------------- | ------------- | ------------- | ------------- | ---- | ---- | ---- | ----------- | ----------- | ----------- |
| 1   | DHV Odense  | 4     | 3     | 1     | 7   | 0             | 1             | 2             | 0             | 0             | 1             | 9    | 8    | +1   | 381         | 371         | +10         |
| 2   | Hvidovre VK | 4     | 2     | 2     | 8   | 1             | 1             | 0             | 2             | 0             | 0             | 10   | 7    | +3   | 389         | 374         | +15         |
| 3   | Amager VK   | 4     | 1     | 3     | 3   | 0             | 0             | 1             | 1             | 2             | 0             | 7    | 11   | −4   | 376         | 401         | −25         |

Źródło: Volleyball Danmark – Data Project (duń.)
Punktacja: 3:0 i 3:1 – 3 pkt; 3:2 – 2 pkt; 2:3 – 1 pkt; 1:3 i 0:3 – 0 pkt
Zasady ustalania kolejności: 1. liczba wygranych meczów; 2. liczba zdobytych punktów; 3. lepszy bilans setów; 4. lepszy bilans małych punktów; 5. bilans w bezpośrednich spotkaniach

## Klasyfikacja końcowa
| Poz. | Drużyna            |
| ---- | ------------------ |
| 1.   | Middelfart VK      |
| 2.   | Gentofte Volley    |
| 3.   | ASV Elite          |
| 4.   | Marienlyst-Fortuna |
| 5.   | Nordenskov UIF     |
| 6.   | VK Vestsjælland    |
| 7.   | Ikast KFUM         |
| 8.   | DHV Odense         |
| 9.   | Hvidovre VK        |
| 10.  | Amager VK          |

     Eliminacje Ligi Mistrzów 2022/2023
     Puchar Challenge 2022/2023

## Drużyna sezonu
Drużyna sezonu wybierana była przez członków poszczególnych drużyn. Po jednym głosie mieli kapitan oraz trener zespołów grających w VolleyLigaen.
| Nagroda                  | Zawodnik                  | Klub            |
| ------------------------ | ------------------------- | --------------- |
| Najlepszy zawodnik (MVP) | Ryan Mather               | Nordenskov UIF  |
| Najlepszy rozgrywający   | Christopher Gavlas        | Middelfart VK   |
| Najlepsi przyjmujący     | Irvan Brar                | Middelfart VK   |
| Najlepsi przyjmujący     | Mads Møllgaard            | Gentofte Volley |
| Najlepsi środkowi        | Rasmus Mikelsons          | Gentofte Volley |
| Najlepsi środkowi        | Jonathan Rodríguez        | Middelfart VK   |
| Najlepszy atakujący      | Ryan Mather               | Nordenskov UIF  |
| Najlepszy libero         | Mindaugas Navickas        | Middelfart VK   |
| Najlepszy trener         | Marius Bjørn Kristensen   | ASV Elite       |
| Najlepszy młodzieżowiec  | Simon Tabermann Uhrenholt | Ikast KFUM      |